# UWC México 36
UWC México 36: Díaz vs. García fue un evento de artes marciales mixtas producido por Ultimate Warrior Challenge México, que se llevó a cabo el 29 de julio de 2022 en el Entram Gym de Tijuana, Baja California, México.